# Tri-Ergon
Le système Tri-Ergon est un système de cinéma sonore breveté en 1919 par les Allemands Josef Engl, Hans Vogt (de) et Joseph Massolle (de). Le nom Tri-Ergon est dérivé du grec « le travail de trois ». Il utilise une pellicule non standardisée de 42mm dont 35mm sont dédiés à l'image. Le son est inscrit avec un dispositif photographique à densité variable semblable au Movietone. 

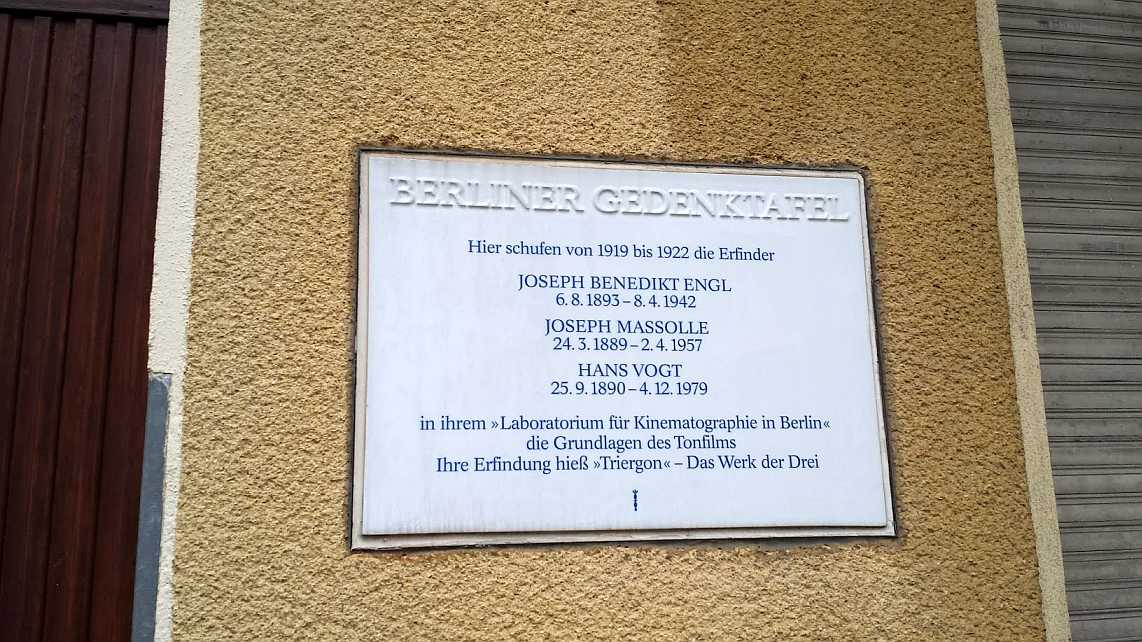
Plaque commémorative Tri-Ergon pour Vogt Massolle Engl, pionnier de la technologie du son optique, film sonore a Berlin

En 1926, William Fox de la Twentieth Century Fox achète les brevets de l'invention au Triergon Aktiengesellschaft (Tri-Ergon AG), de Zurich en Suisse.
Fox a également acheté les brevets de Freeman Harrison Owens et Theodore Case, pour créer le nouveau dispositif qu'il nomme Movietone. Le premier long métrage sorti avec le Movietone est L'Aurore réalisé en 1927 par F.W. Murnau. Ce système sera clairement en compétition avec le système de la Warner : le Vitaphone.
Après que William Fox perdit le contrôle des studios Fox en 1930, il utilisa les brevets du Tri-Ergon pour augmenter l'industrie du film et obtenir des propriétés dans tous les films parlants.